# Ornella
Ornella ist ein weiblicher Vorname.

## Herkunft und Bedeutung
Der Name ist italienischen Ursprungs. Er wurde vom italienischen Schriftsteller Gabriele D’Annunzio für seinen Roman La Figlia di Jorio (1904) geschaffen.
Es ist vom toskanisch-italienischen Ornello abgeleitet, was blühende Esche bedeutet.

## Bekannte Namensträgerinnen
- Ornella De Rosa, argentinische Handballspielerin
- Ornella De Santis (* 1984), italienisch-serbisch-deutsche Popsängerin
- Ornella Dumartheray (* 1985), Schweizer Badmintonspielerin
- Ornella Ferrara (* 1968), italienische Langstreckenläuferin
- Ornella Marcucci, italienische ehemalige Schauspielerin
- Ornella Micheli (* vor 1950), italienische Filmeditorin
- Ornella Muti (* 1955), italienische Schauspielerin
- Elena Ornella Paciotti (* 1941), italienische Juristin und Politikerin
- Ornella Oettl Reyes (* 1991), deutsch-peruanische Skirennläuferin
- Ornella Vanoni (* 1934), italienische Sängerin und Schauspielerin
- Ornella Wahner (* 1993), deutsche Boxweltmeisterin